# Reseda tefedestica
Reseda tefedestica är en resedaväxtart som först beskrevs av René Charles Maire, och fick sitt nu gällande namn av Abdallah och De Wit. Reseda tefedestica ingår i släktet resedor, och familjen resedaväxter. Inga underarter finns listade i Catalogue of Life.